# Griff Rhys Jones

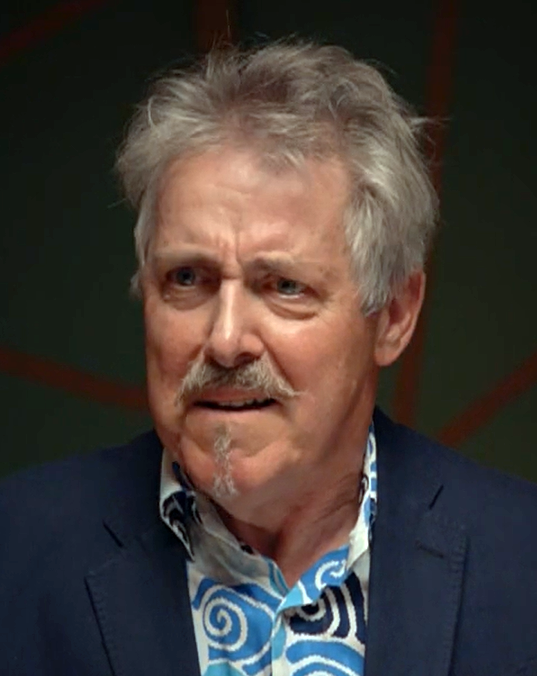
Griff Rhys Jones, 2019

Griffith „Griff“ Rhys Jones (* 16. November 1953 in Cardiff) ist ein britischer Autor, Komiker, Schauspieler, Produzent und Regisseur.

## Leben
In der satirischen TV-Sendung Not the Nine O’Clock News der BBC spielte Rhys Jones zusammen mit Rowan Atkinson, Pamela Stephenson und Mel Smith. Die Serie lief von 1979 bis 1982 auf BBC2.
Von 1982 bis 1998 spielte er zusammen mit Mel Smith in insgesamt 27 Episoden der Comedy-Serie Alas Smith and Jones (ab 1989 nur noch Smith and Jones). Der Titel war eine Anspielung auf die US-Serie Alias Smith und Jones.

Auf dem Wohltätigkeitskonzert Live Aid am 13. Juli 1985 kündeten sie als MPS im Wembley-Stadion Queen an.
In Deutschland hießen die 15 in manchen 3. TV-Programmen ausgestrahlten Folgen Auweia! Smith and Jones. Eine Episode war 25 Minuten lang. Die DVD-Box war zwar 2005 von der BBC angekündigt, wurde aber bis heute nicht veröffentlicht.
In der Verfilmung des Romans Puppenmord (Autor: Tom Sharpe) spielten Mel Smith und Rhys Jones die Hauptrollen.

## Filmografie
Darsteller
- 1989: Puppenmord (Wilt)
- 1996: Die Legende von Pinocchio (The Adventures of Pinocchio)
- 2002: Casualty (Fernsehserie, 1 Folge)
- 2004: Agatha Christie’s Marple (Fernsehserie, 1 Folge)
- 2019: Inspector Barnaby (Midsomer Murders) Fernsehserie, Staffel 21, Folge 3: Der Stachel des Todes (The Sting Of Death)

Drehbuch
- 2008–2009: Metropolen der Welt (Greatest Cities of the World, Dokumentarfilmreihe)